# 裕元集團
裕元工業（集團）有限公司（港交所：0551）是一家在香港交易所上市的臺資工業集團公司，其母公司為寶成工業（臺證所：9904）。
裕元工業為全球最具規模之品牌運動鞋和休閒鞋製造商，負責為國際品牌代工製造、代工設計製造，具備多品牌服務靈活的超卓生產能力，以鞋履年產量計，在運動鞋及休閒鞋市場的佔有率為全球第一。
裕元工業於中國﹑越南﹑印尼﹑孟加拉、柬埔寨、緬甸等國家均設有廠房。業務範疇以製造運動、戶外鞋﹑休閒鞋﹑多功能鞋﹑運動涼鞋﹑鞋底及配件為主。它是全球最大主要國際品牌運動鞋、戶外鞋及休閒鞋製造商，旗下全球鞋類品牌客戶包括Nike、Adidas、Reebok、Converse、Salomon、New Balance、Timberland、Puma及Asics等。

## 外部連結
- 裕元工業（集團）有限公司（页面存档备份，存于）